# Zebernik
Zebernik är ett berg i Nordmakedonien. Det ligger i den norra delen av landet, 30 kilometer nordost om huvudstaden Skopje. Toppen på Zebernik är 510 meter över havet, eller 69 meter över den omgivande terrängen. Bredden vid basen är 1,1 km.
Runt Zebernik är det glesbefolkat, med åtta  invånare per kvadratkilometer. Närmaste större samhälle är Kumanovo, 6,1 kilometer väster om Zebernik. 
Trakten runt Zebernik består till största delen av jordbruksmark.